# Kitamura Tōkoku
En aquest nom japonès, el cognom és Kitamura.
Kitamura Tōkoku (japonès: 北村 透谷; Odawara, 1868-Tòquio, 1894), pseudònim de Kitamura Montarō (北村 門太郎), va ser un poeta i assagista japonès, un dels fundadors del moviment romàntic al Japó.
Va néixer a Odawara el 1868, era el fill gran del metge oficial del clan Odawara, en un moment molt incipient de la Restauració Meiji, pel que la seva infantesa va ser semblant a la que havia tingut el seu pare. El 1873 va quedar sota la tutela dels seus avis perquè el seu pare va marxar a Tòquio quan va ser nomenat ministre de finances.
Durant els seus anys d'estudiant universitari va sostenir idees polítiques extremes basades i va ser l'introductor de la idea moderna de pacifisme al Japó, influït per quàkers britànics i estatunidencs. Aquestes idees extremes van comportar la seva expulsió de la Universitat de Waseda, però abans d'esdevenir escriptor va abandonar tota activitat política. Molts dels seus poemes i assaigs trenquen amb la tradició japonesa budista i xintoista en favor de la filosofia occidental, i els seus escrits a vegades reflecteixen una visió cristiana, influència de la seva muller.Kitamura va donar molta importància a la literatura introspectiva, a causa de la seva influència de l'espiritualisme cristià.
Com a poeta va ser un dels màxims exponents del romanticisme japonès. Va rebre influències de Lord Byron i Goethe, visible a Soshū no shi («Poema del presoner», 1889) i Hōraikyoku («La cançó del mont Hōrai», 1891). En l'àmbit de l'assaig demostra ser profundament idealista, destaca la seva apassionada defensa de l'amor com a elecció lliure a l'assaig Ensei shika to josei («El poeta misàntrop i la dona», 1892) i va expressar la seva recerca d'un significat social, religiós o polític de la vida humana a Naibu seimerion («Assaig sobre la vida interior», 1893). A més, en l'àmbit literari va contribuir a la difusió del terme jun-bungaku definit com a «belles lletres».
Juntament amb Shimazaki Tōson, va col·laborar en la fundació de la revista literària Bungakkai el 1893. Un any després de la fundació de la revista es va suïcidar.